# Chironomus trichomerus
Chironomus trichomerus är en tvåvingeart som beskrevs av Walker 1848. Chironomus trichomerus ingår i släktet Chironomus och familjen fjädermyggor. Inga underarter finns listade i Catalogue of Life.